# Тамільська Вікіпедія
Тамільська Вікіпедія — розділ Вікіпедії тамільською мовою. Заснована у вересні 2003 року. Станом на травень 2017 року це 59-та найбільша Вікіпедія в загальному списку, знаходячись після грузинської Вікіпедії.
Тамільська Вікіпедія станом на 25 березня 2025 року містить 172 806 статей, 242 176 зареєстрованих користувачів, 308 активних дописувачів, 32 адміністраторів
. Загальна кількість сторінок в тамільській Вікіпедії — 591 636, редагувань — 4 224 632, завантажених файлів — 9122
. Глибина (рівень розвитку мовного розділу) тамільської Вікіпедії середня і становить 41.9 пунктів
. 